# ТЕС Дадрі
28°35′54″ пн. ш. 77°36′31″ сх. д. / 28.59833° пн. ш. 77.60861° сх. д.
ТЕС Дадрі – теплова електростанція у індійському штаті Уттар-Прадеш, на східній околиці агломерації Делі.
В 1991, 1992, 1993 та 1994 роках на майданчику станції стали до ладу чотири класичні конденсаційні енергоблоки з паровими турбінами потужністю по 210 МВт. 
В 1992-му ввели в дію чотири газові турбіни потужністю по 130,2 МВт. Кілька років вони працювали у відкритому циклі, а в 1996 та 1997 роках були доповнені двома паровими турбінами потужністю по 154,5 МВт. При цьому були створені два блоки комбінованого парогазового циклу потужністю по 408,5 МВт, у кожному з яких дві газові турбіни живлять через відповідну кількість котлів-утилізаторів одну парову турбіну.
У 2010-му станцію доповнили ще двома конденсаційними блоками з турбінами потужністю по 490 МВт.
Конденсаційні блоки спалюють вугілля із копалень Піпарвар (штат Джхаркханд), тоді як парогазові блоки використовують природний газ, що може надходити по газопроводах Аурая – Дадрі та Віджайпур – Дадрі.
Для охолодження використовують воду матського відгалуження Верхнього ганзького каналу.
Видача продукції відбувається по ЛЕП, розрахованим на роботу під напругою 400 кВ та 500 кВ. Остання виконана за технологією HVDC – «високої напруги прямого струму».